# Cappelle sul Tavo
Cappelle sul Tavo – miejscowość i gmina we Włoszech, w regionie Abruzja, w prowincji Pescara.
Według danych na rok 2004 gminę zamieszkiwało 3691 osób, 738,2 os./km².